# Huta (powiat pajęczański)
Huta – wieś w Polsce położona w województwie łódzkim, w powiecie pajęczańskim, w gminie Kiełczygłów.

## Historia
Huta wieś królewska, została założona jako osada przemysłowa w XVII wieku. W lustracji dóbr królewskich z 1659 opisuje się Hutę jako novae locationis (nową lokację). Osada należała wówczas do starostwa sokolnickiego w województwie sieradzkim. Wieś zamieszkiwali rzemieślnicy pracujący w hucie, którą dzierżawił hutnik sławetny Enoch, na podstawie kontraktu zawartego 11 lipca 1659 z tenutariuszką starostwa księżną Anną Eufemią Radziwiłłówną, wdową po Stanisławie Denhoffie. Roczna opłata za arendę wynosiła 400 florenów. Osadnicy płacili dziesięcinę do parafii w Rząśni.
W latach osiemdziesiątych XVII wieku Huta weszła w skład niegrodowego starostwa kiełczygłowskiego, które zostało wydzielone ze starostwa sokolnickiego. W lustracji z 1789 nic nie wspomina się o kuźnicy, osada ma charakter typowo rolniczy. We wsi znajdowała się karczma. Według spisu osiadłości, robocizny, danin i czynszy sporządzonego przez urzędników królewskich w 1789 chłopskie gospodarstwa rolne w Hucie prowadzili:

Piotr Stolarek, Antoni Stolarek, Jakub Adamus, Łukasz Zebrowski, Kacper Zebrowski, Kacper Sikorski, Stanisław Kozubski, Antoni Smeydowski, Jendrzy Wnuczek, Antoni Piskorski, Antoni i Maci Felsztynscy, Paweł Felsztynski, Piotr Felsztynski, Franciszek Pierzynka, Łukasz Zbiczak, Tomasz Gurski, Marcin Stasiak, Adam Stasiak, Jakub Stasiak, Marcin Grzeidziak, Jakub Grzeidziak, Jędrzy Błaszczyk, Jan Sikorski, Jakub Jez, Błaży Chlebicki, Wawrzeniec Sałaciński, Antoni Pendziwiatr, Leonard Brozyna, Tomasz Zelinski, Mateusz Sikorski, Kacper Zebrowski, Wojciech Kalinski, Antoni Sukiennik, Józef Skrzypaszek, Tomasz Pierzyna, Wojciech Bednarczyk, Grzegorz Sikorski, Leonard Hutniczek, Błazy Chlebicki, Kacper Liwera, Antoni Liwerski, Antoni Błaziak, Wojciech Błaziak, Antoni Kowal, Wojciech Szymanski, Krzystow Szymanski, Maci Brozyna, Andrzy Brozyna

.
W 1827 Huta była osadą rządową w majoracie pajęckim, było w niej 49 zagród i 336 mieszkańców. Od 1859 weszła w skład dóbr rządowych Kiełczygłów. Wieś administracyjnie należała do gminy Kiełczygłów w powiecie radomskim w województwie kaliskim, od roku 1867 do powiatu wieluńskiego w guberni kaliskiej.
Po odzyskaniu niepodległości w 1918 Huta znalazła się w nowo utworzonym województwie łódzkim, podlegała pod sąd pokoju w Osjakowie i sąd okręgowy w Kaliszu.
W PRL-u wieś o charakterze rolniczym, w latach 1954–1968 Huta była siedzibą gromady.
W latach 1954–1968 wieś należała i była siedzibą władz gromady Huta, po jej zniesieniu w gromadzie Kiełczygłów. W latach 1975–1998 miejscowość należała administracyjnie do województwa sieradzkiego.